# Oktoberfest

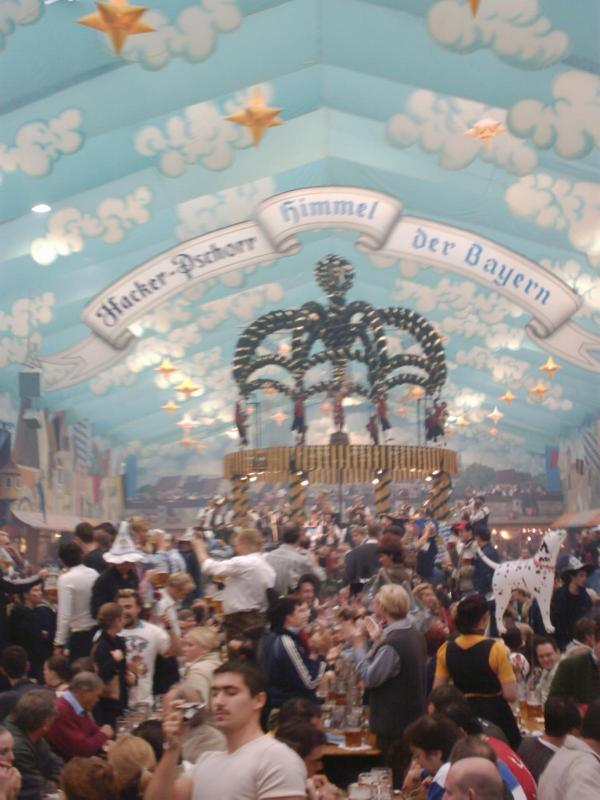
L'interior de cada envelat està decorat d'una manera diferent

La festa d'octubre de Múnic, en alemany Oktoberfest, són les festes majors de Múnic, a Baviera. El nucli de les festes se centralitza sobretot a la plaça Theresienwiese (prats de la Teresa), de quaranta-dues hectàrees, que s'omple d'atraccions, carpes i parades durant entre dues i tres setmanes. La festa inclou cançons i música tradicional, menjar típic de la cuina bavaresa, rues de carrosses decorades amb flors i persones vestides amb les robes tradicionals.
La festa d'octubre comença sempre un dissabte de setembre a les dotze del migdia i acaba el primer diumenge d'octubre. Si el primer diumenge cau en dia 1 ó 2 d'octubre, aleshores la festa s'allarga fins al dia 3 d'aquest mes. És a dir, que malgrat el seu nom, la festa d'octubre comença sempre al setembre. Aquestes festes però a l'inici sí que se celebraven totalment a l'octubre. La primera vegada que es van fer va ser el 17 d'octubre de 1810, per a celebrar popularment el casament de la princesa Teresa amb Lluís I de Baviera, que havia tingut lloc el dia 12 d'octubre. Ja des del començament va constar de ball, música, menjar, beure i atraccions, que al segle xix incloïen curses de cavalls, per exemple. El mateix rei Maximilià de Baviera, pare del Lluís, va instaurar i promocionar aquestes festes, que des d'aleshores van prendre caràcter anual, com a festes nacionals bàvares per a renforçar el sentiment de la unitat de Baviera.
Es tracta d'una festa molt popular i massiva que actualment a més atrau turistes d'altres indrets. En 2008 per exemple s'hi van consumir més de 500.000 pollastres i 119 bous sencers, a més dels set milions de litres de cervesa que acompanyaven plats tradicionals com el pollastre rostit, el porc rostit, les broquetes de porc o de peix, les botifarres, les mandonguilles de patata o els bretzels.
A Catalunya, les celebracions de l'Oktoberfest tenen lloc en diverses poblacions del litoral català com Calella, Barcelona o Lloret de Mar: la duració és variable –normalment sol ser en cap de setmana– i els assistents s'apleguen en envelats i segueixen el ritual de música, ball, àpats copiosos i cervesa.